# Raión de Uliánovo
El raión de Uliánovo (ruso: Улья́новский райо́н) es un distrito administrativo y municipal (raión) ruso perteneciente a la óblast de Kaluga. Se ubica en el sur de la óblast. Su capital es Uliánovo.
En 2021, el raión tenía una población de 7058 habitantes.
El raión es limítrofe al este con la óblast de Tula y al sureste con la óblast de Oriol. Su territorio es completamente rural.
Antes de la creación de la actual óblast de Kaluga en 1944, el raión de Uliánovo formaba parte de la óblast de Oriol.

## Subdivisiones
Comprende 110 localidades rurales, agrupadas en seis asentamientos rurales: los pueblos de Uliánovo (la capital), Volosovo-Dudino, Dúdorovski, Zareche y Pozdniakovo y la aldea de Mélijovo.